# Jacek Marchewczyk
Jacek Marchewczyk (ur. 18 stycznia 1941 w Krzeszowicach, zm. 13 kwietnia 2016 w Krakowie) – polski lekarz, działacz opozycji w okresie Polskiej Rzeczypospolitej Ludowej. Syn Czesława Marchewczyka, hokeisty i olimpijczyka. Brat Wojciecha Marchewczyka, działacza opozycji i dziennikarza oraz Rafała Marchewczyka – muzyka i dyrygenta.

## Życiorys
W 1964 roku ukończył Akademię Medyczną w Krakowie. W latach 1965–1967 odbył staż w szpitalu powiatowym w Jędrzejowie. Od roku 1964 do 2003 roku był pracownikiem Kliniki Ortopedii Państwowego Szpitala Klinicznego i Akademii Medycznej w Krakowie, w 1993 roku przekształconego w Klinikę Ortopedii Collegium Medicum Uniwersytetu Jagiellońskiego. Od 1967 roku był członkiem Polskiego Towarzystwa Ortopedycznego i Traumatologicznego. W 1976 roku uzyskał specjalizację II stopnia w chirurgii i ortopedii kostno-stawowej. Od 2003 roku pracował w prywatnej poradni chirurgiczno-ortopedycznej.
Podczas studiów był członkiem Zrzeszenia Studentów Polskich (1962-1964). Od 1980 roku należał do NSZZ „Solidarność” na Akademii Medycznej. W 1981 roku był kolejno: delegatem na I Wojewódzki Zjazd Delegatów Regionu Małopolska oraz na Krajowy Zjazd Delegatów oraz członkiem Komisji Krajowej NSZZ. W latach 1980–1981 uczestniczył w pracach Komisji Koordynacyjnej Akademii Medycznych, był również sygnatariuszem porozumienia z Ministerstwem Zdrowia. Po wprowadzeniu stanu wojennego i delegalizacji „Solidarności” działał w podziemiu. Współtworzył i współredagował czasopisma podziemne („Hutnik”, „Aktualności”, „Bez Dekretu”, „Kazik”, „Obserwator Wojenny Bis”), współpracował również z Radiem „Solidarność”. Kolportował wydawnictwa drugiego obiegu i udzielał pomocy lekarskiej. W 1984 roku był współzałożycielem Niezależnego Ośrodka Badań Opinii Publicznej. Za swą działalność był w latach 80. XX wieku kilkukrotnie zatrzymywany, przesłuchiwany i aresztowany, a w 1983 roku przeniesiono go na gorsze stanowisko pracy. W latach 1983–1987 był również rozpracowywany przez krakowski Wojewódzki Urząd Spraw Wewnętrznych (kryptonim Dyletant).
Był autorem publikacji z dziedziny ortopedii oraz tłumaczem wydanej w drugim obiegu książki Aleksandra Zinowjewa „Rosja i Zachód” (1984). Za swą działalność został odznaczony Krzyżem Oficerskim Orderu Odrodzenia Polski, medalem „Dziękujemy za wolność” i medalem „Niezłomnym w słowie”. Został pochowany na cmentarzu Wola Duchacka.